# ۵ دسامبر
۵ دسامبر سیصد و سی و نهمین (در سال‌های کبیسه سیصد و چهلمین) روز سال در گاه‌شماری میلادی است. ۲۶ روز تا پایان سال باقی‌است.

## رویدادها
- ۱۹۴۱ - جنگ جهانی دوم: آغاز ضد حمله زمستانی ارتش سرخ در حومه مسکو
- ۲۰۱۳ - در اثر حمله شبه نظامیان به یک مقر وزارت دفاع یمن در صنعا دست کم ۵۶ تن از جمله ۱۲ خارجی کشته و بیش از ۲۰۰ تن دیگر زخمی شدند.
- ۲۰۱۷ - کمیته بین‌المللی المپیک، کمیته ملی المپیک روسیه را به دلیل آنچه آن را دوپینگ با حمایت دولت در مسابقات بازی‌های المپیک زمستانی ۲۰۱۴ خواند از بازی‌های المپیک زمستانی ۲۰۱۸ کنار گذاشت.

## زادروزها
- ۱۳۷۷ - جیان‌ون، دومین امپراتور دودمان مینگ
- ۱۴۴۳ - ژولیوس دوم، پاپ کلیسای کاتولیک رم
- ۱۷۸۲ - مارتین ون بورن، هشتمین رئیس‌جمهور ایالات متحده آمریکا (۱۸۴۱–۱۸۳۷)
- ۱۸۰۳ - فیودور تیوتجیف، شاعر روس
- ۱۸۳۰ - کریستینا روستی، شاعر انگلیسی
- ۱۸۶۷ - یوزف پیلسودسکی، سیاستمدار لهستانی
- ۱۸۶۸ - آرنولد زومرفلد فیزیک‌دان نظری آلمانی
- ۱۸۷۲ - هری نلسون پیلزبری شطرنج‌باز بنام آمریکایی
- ۱۸۸۵ - ریدر بولارد، سفیر بریتانیا در ایران (۱۹۴۶–۱۹۳۹) (لندن، بریتانیا)
- ۱۸۹۰ - فریتس لانگ کارگردان و تهیه‌کننده و فیلمنامه‌نویس سرشناس اتریشی-آمریکایی.
- ۱۸۹۷ - گرشام شوئلم فیلسوف و استاد عرفان کلیمی و پایه‌گذار نوین مطالعات کابالا.
- ۱۹۰۱ - والت دیزنی انیماتور برجسته آمریکائی.
- ۱۹۰۱ - ورنر کارل هایزنبرگ فیزیک‌دان آلمانی و برندهٔ جایزه نوبل فیزیک و یکی از بنیانگذاران فیزیک کوانتومی.
- ۱۹۰۲ - استروم ثورموند سناتور سابق عضو حزب دموکرات ایالات متحده آمریکا.
- ۱۹۰۳ - یوهانس هیسترس خواننده و بازیگر هلندی.
- ۱۹۰۳ - سیسل فرانک پاول فیزیک‌دان بریتانیای.
- ۱۹۰۶ - اتو پرمینجر کارگردان و فیلم‌نامه‌نویس آمریکایی زاده اتریش-مجارستان.
- ۱۹۰۷ - لین بیائو وزیر دفاع چین در سالهای پس از انقلاب چین.
- ۱۹۱۰ - آبراهام پولونسکی کارگردان و فیلمبردار نامزد جایزهٔ اسکار اهل ایالات متحده آمریکا.
- ۱۹۲۵ - آناستاسیو سوموسا، رئیس‌جمهور نیکاراگوئه (۱۹۷۲–۱۹۶۷) و (۱۹۷۹–۱۹۷۴) (لئون، نیکاراگوئه)
- ۱۹۲۷ - بومیپول آدولیاده، نهمین پادشاه تایلند از سلسله چاکری (۲۰۱۶–۱۹۴۶) (کمبریج، ماساچوست، ایالات متحده آمریکا)
- ۱۹۳۲ - شلدون لی گلاشو فیزیک‌دان مشهور آمریکایی.
- ۱۹۳۲ - لیتل ریچارد آهنگ‌ساز، خواننده، ترانه‌سرا و موزیسین آمریکایی.
- ۱۹۳۸ - جی‌جی کیل خواننده-ترانه‌سرا و نوازندهٔ گیتار بلوز اهل آمریکا.
- ۱۹۴۳ - اوا ژولی سیاستمدار و دادرس فرانسوی-نروژی.
- ۱۹۴۴ - جروئن کرابا بازیگر هلندی
- ۱۹۴۵ - موشه کاتساو، هشتمین رئیس‌جمهور دولت اسرائیل (۲۰۰۷–۲۰۰۰) و زاده ایران (یزد، ایران)
- ۱۹۴۶ - خوزه کارراس تنور اسپانیایی کاتالان
- ۱۹۴۹ - عبدالله سنوسی از بستکان نزدیک معمر قذافی و رئیس دستگاه امنیتی و اطلاعاتی رهبر سرنگون‌شده لیبی.
- ۱۹۵۰ - کامرون د لا ایسلا یکی از شناخته‌ترین فلامینگو سرایان نیمهٔ دوم سده بیستم اسپانیا
- ۱۹۵۴ - حنیف قریشی نویسنده، نمایش‌نامه‌نویس و کارگردان پاکستانی-انگلیسی
- ۱۹۶۲ - پابلو مورالس ورزشکار مرد رشتهٔ شنا اهل کشور ایالات متحده آمریکا
- ۱۹۶۸ - لیزا ماری بازیگر و مدل آمریکایی
- ۱۹۷۱ - کارل تئودور تسو گوتنبرگ سیاست‌مدار آلمانی و عضو حزب سوسیال مسیحی آن کشور
- ۱۹۷۳ - آریک بنادو مدافع اهل اسرائیل
- ۱۹۷۵ - رونی اسولیوان از بازیکنان و قهرمانان رشته اسنوکر
- ۱۹۷۵ - پائولا پاتون بازیگر آمریکایی
- ۱۹۷۶ - امی اکر بازیگر آمریکایی
- ۱۹۷۶ - ریچل کومیسارز شناگر) شناگر اهل ایالات متحده آمریکا
- ۱۹۷۹ - ماتئو فرراری بازیکن فوتبال و اهل ایتالیا
- ۱۹۸۱ - عبدالله الترکمانی، بازیگر و کارگردان کویتی. [۱]
- ۱۹۸۲ - کری هیلسون خواننده و ترانه‌سرای آمریکایی
- ۱۹۸۳ - سامانتا لوت وایت از اعضای ارشد گروه الشباب
- ۱۹۸۵ - فرانکی میونیز بازیگر، موزیسین و راننده ماشین مسابقه

## درگذشت‌ها
- ۱۵۶۰ - فرانسوای دوم، پادشاه فرانسه
- ۱۶۵۴ - ژان فرانسوا ساراسن، نویسنده قرن هفدهم میلادی اهل فرانسه
- ۱۷۹۱ - ولفگانگ آمادئوس موتسارت، آهنگساز برجسته اتریشی
- ۱۸۷۰ - الکساندر دوما (پدر)، رمان‌نویس و نمایشنامه‌نویس فرانسوی
- ۱۸۹۱ - پدروی دوم، دومین و واپسین امپراتور برزیل
- ۱۹۲۵ - ولادیسلاو ریمونت، رمان‌نویس لهستانی و برندهٔ جایزه نوبل ادبیات سال ۱۹۲۴
- ۱۹۲۶ - کلود مونه، بنیانگذار نقاشی دریافتگری فرانسوی
- ۱۹۷۳ - رابرت واتسون-وات، فیزیک‌دان اسکاتلندی
- ۱۹۷۷ - الکساندر واسیلوسکی فرمانده و مارشال نظامی شوروی
- ۱۹۹۸ - آلبرت گور، سینیور، سناتور سابق عضو حزب دموکرات ایالات متحده آمریکا
- ۲۰۰۵ - فریتز فیلیپس، مؤسس شرکت فیلیپس
- ۲۰۰۶ - دیوید برونشتین استاد بزرگ شطرنج اهل اوکراین و سپس شوروی
- ۲۰۰۷ - کارل هاینز اشتوکهاوزن آهنگساز آلمانی
- ۲۰۰۸ - آلکسی ریدیگر رهبر پیشین کلیسای ارتودوکس روسیه
- ۲۰۱۲ - دیو بروبک نوازنده پیانو و آهنگساز آمریکایی موسیقی جاز و رهبر گروه چهار نفری دیوبروبک کورتت
- ۲۰۱۲ - اسکار نیمایر معمار برزیلی و یکی از طراحان بنای مرکز سازمان ملل در نیویورک
- ۲۰۱۳ - نلسون ماندلا فعال ضد آپارتاید و نخستین رئیس‌جمهور آفریقای جنوبی

## مناسبت‌ها
- روز کشف کشورهای هائیتی و دومینیکن
- روز ملی کشور تایلند
- روز جهانی خاک[۲]
- روز جهانی داوطلبان برای توسعه اقتصادی و اجتماعی